# Despina Petecel-Theodoru
Despina Petecel-Theodoru (* 5. Mai 1949 in Craiova) ist eine rumänische Musikwissenschaftlerin.

## Leben
Petecel studierte von 1969 bis 1973 am Konservatorium Ciprian Porumbescu in Bukarest bei George Bălan, Liviu Brumariu, Viorel Cosma, Dan Constantinescu, Grigore Constantinescu, Myriam Marbe und Ioana Ștefănescu. Von 1975 bis 1989 arbeitete sie als Redakteurin, danach als Produzentin in der Musikabteilung des Rumänischen Rundfunks. Seit 1975 realisierte sie dort mehrere Sendereihen, u. a. Muzicienii noștri se destăinuie  (1975–1986), Tradiție și modernitate în creația contemporană românească (1987–1989) und Muzica – sferă a interferențelor (seit 1990).
Studienreisen führten sie nach Frankreich, Italien, England, Ungarn und in die USA. Daneben schrieb sie Rezensionen, Kritiken, Komponistenporträts und Interviews für verschiedene rumänische Musikzeitschriften sowie musikwissenschaftliche Werke und enzyklopädische Beiträge (z. B. zu Der Neue Pauly. Enzyklopädie der Antike, vol. 15, und Dicționar de termeni muzicali).
Sie erhielt zweimal den Preis der Rumänischen Komponisten- und Musikwissenschaftlerunion (1995 und 2001), den Mihai-Jora-Preis (1991 und 2000), den Iosif-Sava-Preis (1998) und die George-Enescu-Medaille (1995), Rumänische Akademie Preis (2005), Kultural Merit Order im Rang eines Ritters (2008) sowie den Magazine „Actualitatea muzicală“-Preis (2016).

## Schriften
- Iuliu I. Roșca. Muzica la sfârșit și început de secol (1882–1904), sorgfältig Ausgabe, Ed. Muzicală, 1987.
- Muzicienii noștri se destăinuie, vol. I, Ed. Muzicală, 1990.
- Muzicienii noștri se destăinuie, vol. II, Ed. Muzicală, 1995.
- Muzicienii noștri se destăinuie, vol. III, Ed. Muzicală, 2001.
- De la mimesis la arhetip, Ed. Muzicală, 2003.
- Muzica - sferă a interferenţelor, Ed. Muzicală, 2013.
- George Enescu - reverie şi mit, Ed. Muzicală, 2014.
- Mărturii epistolare von Hector Berlioz, Übersetzung Französisch – Rumänisch, Ed. Muzicală, 1987.

| Personendaten    | Personendaten                     |
| ---------------- | --------------------------------- |
| NAME             | Petecel-Theodoru, Despina         |
| KURZBESCHREIBUNG | rumänische Musikwissenschaftlerin |
| GEBURTSDATUM     | 5. Mai 1949                       |
| GEBURTSORT       | Craiova                           |